# 158 Dywizja Piechoty (III Rzesza)
158 Dywizja Piechoty (niem. 158. Infanterie-Division) – niemiecka dywizja z czasów II wojny światowej, sformowana na mocy rozkazu z kwietnia 1945 roku, poza falą mobilizacyjną w Legnicy w VIII Okręgu Wojskowym.

## Struktura organizacyjna
- Struktura organizacyjna w kwietniu 1945 roku:

1316., 1317. i 1318. pułk grenadierów, 1458. pułk artylerii, 1458. batalion pionierów, 1458. oddział rozpoznawczy.